# Cantonul Chemin
Cantonul Chemin este un canton din arondismentul Dole, departamentul Jura, regiunea Franche-Comté, Franța.

## Comune
- Annoire
- Aumur
- Champdivers
- Chemin (reședință)
- Longwy-sur-le-Doubs
- Molay
- Peseux
- Petit-Noir
- Saint-Aubin
- Saint-Loup
- Tavaux